# 小行星1993
小行星1993（1993 Guacolda）是一颗围绕太阳公转的小行星。1968年7月25日，G·A·普廖金（G. A. Plyugin）、尤里·A·別列耶夫（Yuri A. Belyaev）在Cerro El Roble发现了此天体。
該小行星以馬普切酋長萊夫扎茹的妻子瓜科達命名。
这颗小行星的绝对星等为12.9等。